# Buda Dīpankara
Dīpankara fue uno de los budas del pasado del cual se dice que vivió en la Tierra durante cien mil años.
Teóricamente el número de Budas que han existido es enorme y son a menudo colectivamente conocidos bajo el nombre de "Mil Budas". Cada uno responsable de un ciclo de vida. De acuerdo a algunas tradiciones budistas, Dīpankara (también Dīpamkara) fue un Buda que alcanzó la iluminación eones antes que Siddharta Gautama, el Buda histórico. Generalmente, los budistas creen que ha existido una sucesión de numerosos Budas en el pasado distante y que muchos más aparecerán en el futuro; Dīpankara entonces es uno de muchos Budas pasados, mientras Gautama fue más reciente y Buda Maitreya será el siguiente Buda en el futuro.
El budismo chino tiende a honrar a Dīpankara como uno de muchos Budas del pasado.  Gautama (Buda del presente) y Maitreya (Buda del futuro), colectivamente los Budas de los tres tiempos.

## Iconografía
Dīpankara es en general representado como un Buda sentado, pero sus descripciones como un Buda parado son comunes en China, Tailandia, y Nepal; con la mano derecha generalmente forma una protección mudra aunque a menudo lo hace con ambas manos.
Dīpankara rara vez es representado en solitario; uno de los Budas de Bāmiyān destruido por el gobierno talibán en Afganistán en 2001, se decía que representaba a Dīpankara. Estatuas de Dīpankara pueden también ser encontradas en las grutas de Longmen y Yungang en China.
Generalmente es representado con dos Bodhisattva, Manjushri y Vajrapani (comunes en Java) o Avalokiteshvara y Vajrapani (común en Sri Lanka); o con los Budas posteriores, Gautama y Maitreya.

## Predicción
Una historia mostrada en arte budista en una estupa tiene al Buda Gautama (también conocido como "Sakiamuni") en una antigua encarnación conocido como Sumedha, un rico Brahman vuelto ermitaño que se arrodilla y deja su largo pelo negro en el suelo, en un acto de piedad para que Dīpankara Buda pueda cruzar un charco de lodo sin ensuciarse los pies. Esta historia entre Buda Dīpankara y Shakiamuni, ocurrió muchas vidas antes de que Shakiamuni alcanzara la iluminación. De este acto, Dīpankara le dijo a Sumedha "En las eras del futuro tu serás un Buda llamado 'Shakiamuni'", a lo cual Sumedha respondió, "Yo voy a convertirme en un Buda, despertado a la iluminación; puedes tu pisar con tus pies mi cabello - en mi nacimiento, vejez, y muerte." Buda Dīpankara entonces dijo, "Liberado de la existencia humana, serás un maestro efectivo, por el bien del mundo. Nacido entre los shakia como personificación del Triple Mundo, la lámpara de todos los seres, serás conocido como Gautama. Serás el hijo del rey Suddhodana y la reina Maya. Shariputta y Moggallana serán tus discípulos jefes. Tu tutor se llamará Ananda."
En los más de 40 años de su vida como iluminado, el Buda Shakiamuni recordó casi 554 historias de vidas pasadas, (llamados los  Cuentos Jataka) de sus existencias previas. Gauama Bodhisattva es citado diciendo una persona empieza su viaje para convertirse en Buda llenando 10 Paramita o "perfecciones". Algunas fuentes y escrituras cuentan que Buda Shakiamuni nació en tiempos de Dīpankara y fue un rico que dio toda su riqueza para convertirse en monje.
Se dice que Gautama Bodhisattva recibió su primer Niyatha Vivarana (definitiva clarividencia por un Buda) de Dīpankara. Este encuentro, entre muchas otras predicciones de la futura iluminación de Shakiamuni, puede ser encontrado en un texto Mahayana llamado Sutra Sangatha.

## Veneración
Hacia el siglo XVII, Dipankara se convirtió en una figura de veneración en las comunidades budistas de Nepal. Estos seguidores lo consideran protector de mercaderes y lo asocian con la caridad.
También es considerado protector de marineros, y algunas estatuas de Dīpankara pueden ser encontradas en la línea costera para guiar y proteger los barcos en su ruta.
La Buddhavamsa dice que Dipamkara alcanzó el nirvana en Nandarama, donde se construyó una estupa de seis yojanas de altura.